# J·P·凯普卡
约翰·保罗·凯普卡（英語：J. P. Kepka，1984年3月6日—），美国男子短道速滑运动员。他曾代表美国参加2006年冬季奥林匹克运动会短道速滑比赛，获得男子5000米接力铜牌。